# Heidi (novel·la)
Heidi és una novel·la de literatura infantil que va escriure l'autora suïssa Johanna Spyri en alemany i alemany suís. Es tracta d'una de les obres de la literatura suïssa més llegides arreu del món i Spyri hi va aconseguir molta fama. La novel·la està plena d'innocència i remarca molt els valors humans i l'amor per la naturalesa. Heidi, la protagonista de la història, és una nena que viu als Alps suïssos, en una zona que gairebé fa frontera amb Liechtenstein i Àustria, al cantó dels Grisons, o Grischun en romanx.
L'obra original estava escrita en dues parts: Heidi (en l'alemany original: Heidis Lehr- und Wanderjahre, que ve a ser aproximadament: Els anys d'aprenentatge i de rodar pel món de la Heidi), del 1880, i Altre cop Heidi (en l'alemany original: Heidi kann brauchen, was es gelernt hat, que vindria a ser: Heidi pot posar en pràctica el que va aprendre), del 1881. A partir del 1885, les edicions ja van unir totes dues parts en un sol volum, i així és com es coneix la història a tot el món, ja que les traduccions es van basar en la novel·la unificada.

## Argument
Heidi (de fet, es diu Adelaida, com la seva mare) és una nena que queda òrfena de ben petita. La seva tieta Dete se'n cuida, però troba una bona feina en un altre indret i la porta a viure amb el seu avi, al poble de Dörfli. L'avi és conegut pels veïns del poble com "el vell dels Alps", perquè gairebé és un ermità. Heidi comença una etapa en què viu en contacte amb la naturalesa. Coneix Pere, un noi que pastura les cabres dels habitants del poble, i aviat tots dos es fan molt bons amics. Heidi viu feliç, però allunyada de la societat, ja que el seu avi no la vol portar a l'escola. Tot i això, estableix una gran amistat amb l'àvia i la mare de Pere.
En la segona part de la història original es narren les aventures de Heidi lluny de les muntanyes. La seva tieta l'ha fet contractar per una de les famílies més importants de Frankfurt per fer companyia a Clara Sesemann, una nena de la seva edat invàlida. Clara té una vida reclosa i només l'acompanyen els servents i la senyoreta Rottenmeier, que li fa de tutora, perquè el seu pare i la seva àvia passen poc temps a la ciutat per qüestions de negocis. Aquest estil de vida tan tancat i la dura educació que reben acaben deprimint Heidi, que, de tota manera, es fa molt amiga de Clara i de la seva família. El pare de Clara, conscient de l'estat anímic de Heidi, decideix que torni a les muntanyes.
Heidi canvia la vida de la família de Clara. Poc temps després d'haver-se'n anat de Frankfurt envien Clara a visitar Heidi als Alps, on, enmig dels bells paisatges i rodejada per l'afecte de l'avi, de Pere i de Heidi, Clara s'esforça per aconseguir caminar.

## El llibre en català
S'han fet diverses versions del llibre unificat en català:
- El 1976, es va fer un edició de la novel·la unificada (més de 200 pàgines), en traducció de la Roser Latorre i Gaià amb il·lustracions de la Carme Guerra, publicada pel desaparegut Ediciones Toray a Barcelona.[7]

- Cruïlla Editorial també té una edició del 1997, a la seva col·lecció "Clàssics universals juvenils", núm. 6, de 202 pàgines, en traducció de Núria Martí amb il·lustracions de Rozier Gaudriault, i comentat per Ariane Chottin i Antoine Guémy, que segurament es tracta d'una traducció al català a partir de la versió en francès, a jutjar per la il·lustradora i els comentadors (ISBN 8482862669 i ISBN 978-84-8286-266-8).[8][9][10][11]

Apart d'aquestes traduccions del llibre original, també hi ha modernes versions escurçades i adaptades per a nens més petits.

## Adaptacions (cinema, televisió, teatre) basades en el llibre

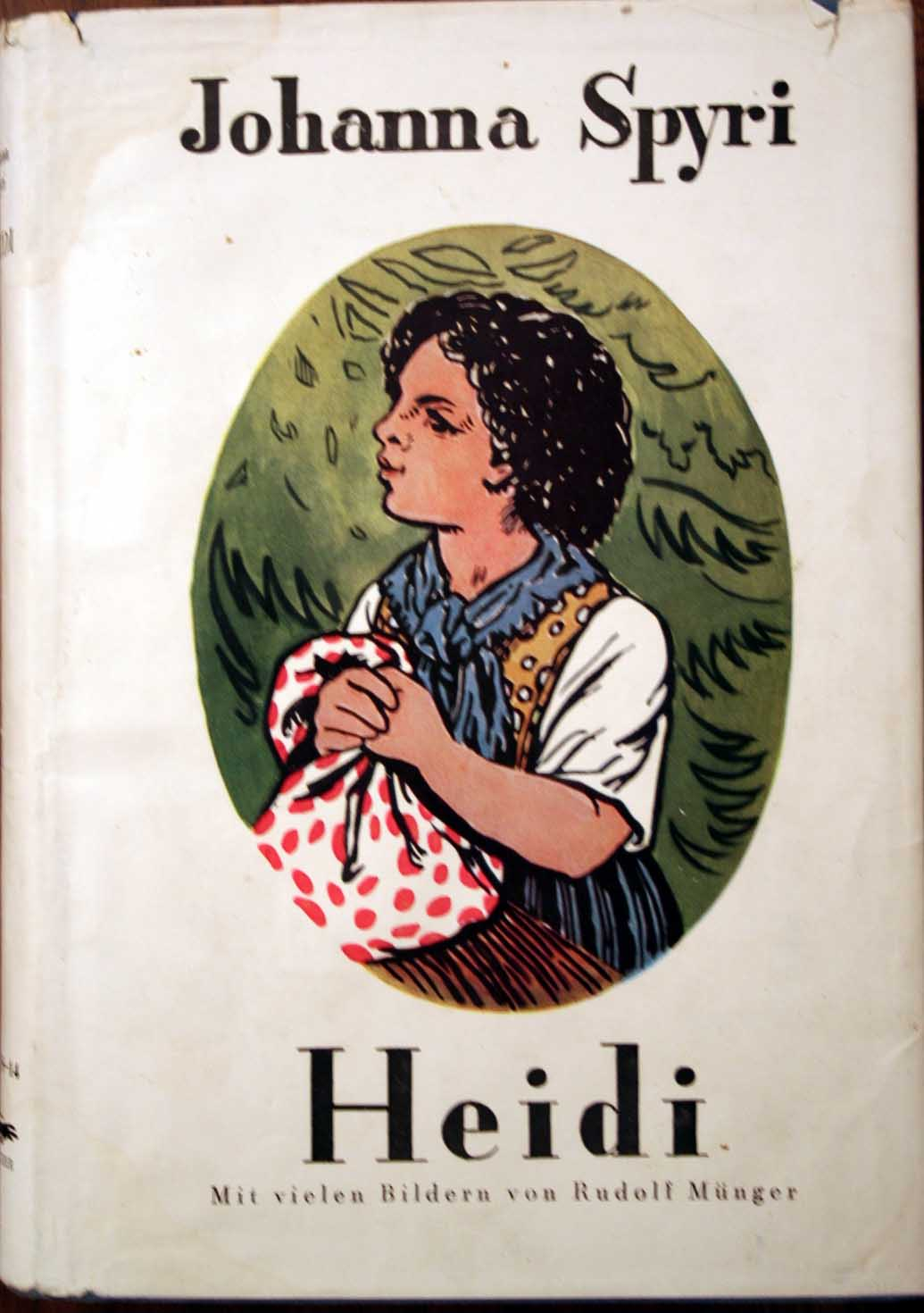

La història ha tingut adaptacions com a pel·lícula i com a sèrie de televisió, amb prop de vint produccions. Pel que fa al cinema, hi ha deu pel·lícules, principalment produccions dels Estats Units i d'Alemanya. A Hollywood, el 1937 es va rodar una famosa pel·lícula en què la protagonista és interpretada per Shirley Temple.
La primera versió en dibuixos animats va ser la sèrie japonesa de televisió Heidi, del 1974, que és la que ha tingut més difusió, fama i acceptació. També hi ha algunes pel·lícules de dibuixos animats.
A part, se n'han fet obres de teatre i un drama musical. Algunes col·leccions d'historietes i sèries televisives completen la llarga llista d'obres basades en el llibre original de Johanna Spyri.

## Altres històries de Heidi
Charles Tritten va traduir el llibre a l'anglès i uns anys després va escriure dues històries noves, Heidi i Pere (també coneguda com a Heidi i Peter o Heidi creix), en què s'expliquen les experiències de Heidi com a mestra d'escola, i, finalment, Els fills de Heidi, on deixa de ser protagonista.

## Heidiland
Aquesta àrea, situada a la regió de Landquart, al cantó dels Grisons, és un destí turístic promocionat a Suïssa, on el visitant pot recórrer els paisatges on es desenvolupa la història de Heidi. És al mig dels Alps, a prop de la frontera amb Liechtenstein i Àustria, i inclou la ciutat de Maienfeld, la més propera al lloc on vivia la protagonista. Actualment és un lloc molt visitat pels ciutadans japonesos. A Maienfeld hi ha la Casa de Heidi, una recreació de la cabana de l'avi.